# Persone più ricche d'Italia secondo Forbes
La lista delle persone più ricche d'Italia è tratta da quella delle più ricche del mondo pubblicata ogni anno dalla rivista statunitense Forbes.

## 2025
| Posizione | Nome                          | Patrimonio (in miliardi di dollari) | Posizione mondiale | Fonte                               |
| --------- | ----------------------------- | ----------------------------------- | ------------------ | ----------------------------------- |
| 1         | Giovanni Ferrero              | 38,2                                | 41                 | Ferrero                             |
| 2         | Andrea Pignataro              | 34,2                                | 53                 | Ion Group                           |
| 3         | Giancarlo Devasini            | 22,4                                | 90                 | Tether (criptovaluta)               |
| 4         | Giorgio Armani                | 11,8                                | 208                | Giorgio Armani                      |
| 5         | Paolo Ardoino                 | 9,5                                 | 293                | Tether (criptovaluta)               |
| 6         | Piero Ferrari                 | 9,2                                 | 311                | Ferrari                             |
| 7         | Francesco Gaetano Caltagirone | 8,2                                 | 369                | Caltagirone                         |
| 8         | Massimiliana Landini Aleotti  | 7,2                                 | 453                | Menarini                            |
| 9         | Patrizio Bertelli             | 6,6                                 | 512                | Prada                               |
| 9         | Miuccia Prada                 | 6,6                                 | 512                | Prada                               |
| 9         | Claudio Del Vecchio           | 6,6                                 | 512                | Luxottica                           |
| 9         | Marisa Del Vecchio            | 6,6                                 | 512                | Luxottica                           |
| 9         | Paola Del Vecchio             | 6,6                                 | 512                | Luxottica                           |
| 9         | Leonardo Maria Del Vecchio    | 6,6                                 | 512                | Luxottica                           |
| 9         | Luca Del Vecchio              | 6,6                                 | 512                | Luxottica                           |
| 9         | Clemente Del Vecchio          | 6,6                                 | 512                | Luxottica                           |
| 9         | Nicoletta Zampillo            | 6,6                                 | 512                | Luxottica                           |
| 9         | Rocco Basilico                | 6,6                                 | 512                | Luxottica                           |
| 19        | Stefano Pessina               | 6                                   | 581                | Alliance Boots                      |
| 20        | Gianfelice Mario Rocca        | 5,8                                 | 605                | Techint, Istituto Clinico Humanitas |
| 20        | Paolo Rocca                   | 5,8                                 | 605                | Techint, Istituto Clinico Humanitas |
| 22        | Sergio Stevanato              | 5,3                                 | 673                | Stevanato Group                     |
| 22        | Giuseppe De' Longhi           | 5,3                                 | 673                | De'Longhi                           |
| 24        | Brunello Cucinelli            | 4,4                                 | 823                | Brunello Cucinelli                  |
| 25        | Remo Ruffini                  | 3,7                                 | 979                | Moncler                             |
| 26        | Renzo Rosso                   | 3,6                                 | 1015               | Diesel, L.R. Vicenza                |
| 26        | Luciano Benetton              | 3,6                                 | 1015               | Benetton                            |
| 26        | Giuliana Benetton             | 3,6                                 | 1015               | Benetton                            |
| 29        | Giorgio Perfetti              | 3,3                                 | 1108               | Perfetti Van Melle                  |
| 29        | Isabella Seragnoli            | 3,3                                 | 1108               | Coesia                              |
| 31        | Giuseppe Crippa               | 3,1                                 | 1172               | Technoprobe                         |
| 32        | Gustavo Denegri               | 3,0                                 | 1219               | DiaSorin                            |
| 33        | Augusto Perfetti              | 2,8                                 | 1305               | Perfetti Van Melle                  |
| 33        | Alberto Prada                 | 2,8                                 | 1305               | Prada                               |
| 33        | Marina Prada                  | 2,8                                 | 1305               | Prada                               |
| 36        | Luca Garavoglia               | 2,7                                 | 1362               | Campari                             |
| 36        | Ugo Gussalli Beretta          | 2,7                                 | 1362               | Beretta                             |
| 38        | John Elkann                   | 2,6                                 | 1408               | Exor                                |
| 39        | Alessandra Garavoglia         | 2,4                                 | 1513               | Campari                             |
| 39        | Domenico Dolce                | 2,4                                 | 1513               | Dolce & Gabbana                     |
| 39        | Stefano Gabbana               | 2,4                                 | 1513               | Dolce & Gabbana                     |
| 39        | Marina Berlusconi             | 2,4                                 | 1513               | Fininvest                           |
| 39        | Pier Silvio Berlusconi        | 2,4                                 | 1513               | Fininvest                           |
| 44        | Alberto Bombassei             | 2,3                                 | 1573               | Brembo                              |
| 45        | Maria Franca Fissolo          | 2,2                                 | 1626               | Ferrero                             |
| 46        | Fabrizio Di Amato             | 2,1                                 | 1688               | Maire                               |
| 47        | Susan Carol Holland           | 2                                   | 1763               | Amplifon                            |
| 48        | Nicola Bulgari                | 1,9                                 | 1850               | Bulgari                             |
| 48        | Sabrina Benetton              | 1,9                                 | 1850               | Benetton                            |
| 48        | Massimo Doris                 | 1,9                                 | 1850               | Mediolanum                          |
| 48        | Annalisa Doris                | 1,9                                 | 1850               | Mediolanum                          |
| 48        | Manfredi Lefebvre D'Ovidio    | 1,9                                 | 1850               | Silversea Cruises                   |
| 53        | Massimo Moratti               | 1,8                                 | 1947               | Saras                               |
| 53        | Lina Tombolato                | 1,8                                 | 1947               | Mediolanum                          |
| 55        | Giovanni Arvedi               | 1,7                                 | 2019               | Arvedi, Cremonese                   |
| 55        | Nerio Alessandri              | 1,7                                 | 2019               | Technogym                           |
| 57        | Sandro Veronesi               | 1,6                                 | 2110               | Calzedonia                          |
| 57        | Romano Minozzi                | 1,6                                 | 2110               | Iris Ceramica Group                 |
| 57        | Paolo Bulgari                 | 1,6                                 | 2110               | Bulgari                             |
| 57        | Barbara Benetton              | 1,6                                 | 2110               | Benetton                            |
| 61        | Mario Moretti Polegato        | 1,4                                 | 2356               | Geox                                |
| 61        | Diego Della Valle             | 1,4                                 | 2356               | Tod's                               |
| 61        | Alessandro Rosano             | 1,4                                 | 2356               | HeyDude                             |
| 61        | Barbara Berlusconi            | 1,4                                 | 2356               | Fininvest                           |
| 61        | Eleonora Berlusconi           | 1,4                                 | 2356               | Fininvest                           |
| 61        | Luigi Berlusconi              | 1,4                                 | 2356               | Fininvest                           |
| 67        | Federico De Nora              | 1,2                                 | 2623               | Industrie De Nora                   |
| 67        | Antonio Percassi              | 1,2                                 | 2623               | KIKO, Atalanta                      |
| 69        | Simona Giorgetta              | 1,1                                 | 2790               | Mapei, Sassuolo                     |
| 69        | Marco Squinzi                 | 1,1                                 | 2790               | Mapei, Sassuolo                     |
| 69        | Veronica Squinzi              | 1,1                                 | 2790               | Mapei, Sassuolo                     |
| 69        | Giuliana Caprotti             | 1,1                                 | 2790               | Esselunga                           |
| 69        | Marina Caprotti               | 1,1                                 | 2790               | Esselunga                           |
| 69        | Danilo Iervolino              | 1,1                                 | 2790               | UniPegaso, Salernitana              |
| 75        | Luigi Cremonini               | 1,0                                 | 2933               | Gruppo Cremonini                    |

## 2024
| Posizione | Nome                          | Patrimonio (in miliardi di dollari) | Posizione mondiale | Fonte                               |
| --------- | ----------------------------- | ----------------------------------- | ------------------ | ----------------------------------- |
| 1         | Giovanni Ferrero              | 43,8                                | 26                 | Ferrero                             |
| 2         | Andrea Pignataro              | 27,5                                | 65                 | Ion Group                           |
| 3         | Giorgio Armani                | 11,3                                | 177                | Giorgio Armani                      |
| 4         | Giancarlo Devasini            | 9,2                                 | 266                | Tether (criptovaluta)               |
| 5         | Piero Ferrari                 | 8,6                                 | 295                | Ferrari                             |
| 6         | Massimiliana Landini Aleotti  | 7,6                                 | 344                | Menarini                            |
| 7         | Sergio Stevanato              | 7,0                                 | 391                | Stevanato Group                     |
| 8         | Stefano Pessina               | 6,9                                 | 398                | Alliance Boots                      |
| 9         | Patrizio Bertelli             | 6,4                                 | 432                | Prada                               |
| 9         | Miuccia Prada                 | 6,4                                 | 432                | Prada                               |
| 11        | Gianfelice Mario Rocca        | 5,6                                 | 529                | Techint, Istituto Clinico Humanitas |
| 11        | Paolo Rocca                   | 5,6                                 | 529                | Techint, Istituto Clinico Humanitas |
| 13        | Giuseppe De' Longhi           | 4,8                                 | 648                | De'Longhi                           |
| 14        | Giuseppe Crippa               | 4,7                                 | 661                | Technoprobe                         |
| 14        | Claudio Del Vecchio           | 4,7                                 | 661                | Luxottica                           |
| 14        | Marisa Del Vecchio            | 4,7                                 | 661                | Luxottica                           |
| 14        | Paola Del Vecchio             | 4,7                                 | 661                | Luxottica                           |
| 14        | Leonardo Maria Del Vecchio    | 4,7                                 | 661                | Luxottica                           |
| 14        | Luca Del Vecchio              | 4,7                                 | 661                | Luxottica                           |
| 14        | Clemente Del Vecchio          | 4,7                                 | 661                | Luxottica                           |
| 14        | Nicoletta Zampillo            | 4,7                                 | 661                | Luxottica                           |
| 14        | Rocco Basilico                | 4,7                                 | 661                | Luxottica                           |
| 23        | Francesco Gaetano Caltagirone | 4,6                                 | 686                | Caltagirone                         |
| 24        | Brunello Cucinelli            | 4,5                                 | 697                | Brunello Cucinelli                  |
| 25        | Luca Garavoglia               | 4,3                                 | 734                | Campari                             |
| 26        | Remo Ruffini                  | 4,0                                 | 785                | Moncler                             |
| 27        | Paolo Ardoino                 | 3,9                                 | 809                | Tether (criptovaluta)               |
| 28        | Alessandra Garavoglia         | 3,7                                 | 871                | Campari                             |
| 28        | Renzo Rosso                   | 3,7                                 | 871                | Diesel, L.R. Vicenza                |
| 30        | Susan Carol Holland           | 3,5                                 | 920                | Amplifon                            |
| 31        | Luciano Benetton              | 3,4                                 | 949                | Benetton                            |
| 31        | Giuliana Benetton             | 3,4                                 | 949                | Benetton                            |
| 31        | Giorgio Perfetti              | 3,4                                 | 949                | Perfetti Van Melle                  |
| 34        | Isabella Seragnoli            | 3,3                                 | 991                | Coesia                              |
| 35        | Gustavo Denegri               | 3,0                                 | 1104               | DiaSorin                            |
| 36        | Augusto Perfetti              | 2,9                                 | 1143               | Perfetti Van Melle                  |
| 37        | Alberto Prada                 | 2,7                                 | 1238               | Prada                               |
| 37        | Marina Prada                  | 2,7                                 | 1238               | Prada                               |
| 39        | John Elkann                   | 2,6                                 | 1286               | Exor                                |
| 40        | Alberto Bombassei             | 2,5                                 | 1330               | Brembo                              |
| 41        | Ugo Gussalli Beretta          | 2,4                                 | 1380               | Beretta                             |
| 42        | Maria Franca Fissolo          | 2,2                                 | 1496               | Ferrero                             |
| 43        | Domenico Dolce                | 2,1                                 | 1545               | Dolce & Gabbana                     |
| 43        | Stefano Gabbana               | 2,1                                 | 1545               | Dolce & Gabbana                     |
| 43        | Nicola Bulgari                | 2,1                                 | 1545               | Bulgari                             |
| 43        | Marina Berlusconi             | 2,1                                 | 1545               | Fininvest                           |
| 43        | Pier Silvio Berlusconi        | 2,1                                 | 1545               | Fininvest                           |
| 48        | Sandro Veronesi               | 2,0                                 | 1623               | Calzedonia                          |
| 49        | Massimo Moratti               | 1,9                                 | 1694               | Saras                               |
| 50        | Sabrina Benetton              | 1,8                                 | 1764               | Benetton                            |
| 50        | Giovanni Arvedi               | 1,8                                 | 1764               | Arvedi, Cremonese                   |
| 52        | Manfredi Lefebvre D'Ovidio    | 1,7                                 | 1851               | Silversea Cruises                   |
| 53        | Federico De Nora              | 1,6                                 | 1945               | Industrie De Nora                   |
| 53        | Romano Minozzi                | 1,6                                 | 1945               | Iris Ceramica Group                 |
| 53        | Paolo Bulgari                 | 1,6                                 | 1945               | Bulgari                             |
| 53        | Nerio Alessandri              | 1,6                                 | 1945               | Technogym                           |
| 53        | Antonio Percassi              | 1,6                                 | 1945               | KIKO, Atalanta                      |
| 58        | Barbara Benetton              | 1,5                                 | 2046               | Benetton                            |
| 58        | Massimo Doris                 | 1,5                                 | 2046               | Mediolanum                          |
| 58        | Annalisa Doris                | 1,5                                 | 2046               | Mediolanum                          |
| 61        | Mario Moretti Polegato        | 1,4                                 | 2152               | Geox                                |
| 61        | Diego Della Valle             | 1,4                                 | 2152               | Tod's                               |
| 61        | Lina Tombolato                | 1,4                                 | 2152               | Mediolanum                          |
| 61        | Alessandro Rosano             | 1,4                                 | 2152               | HeyDude                             |
| 65        | Barbara Berlusconi            | 1,2                                 | 2410               | Fininvest                           |
| 65        | Eleonora Berlusconi           | 1,2                                 | 2410               | Fininvest                           |
| 65        | Luigi Berlusconi              | 1,2                                 | 2410               | Fininvest                           |
| 68        | Simona Giorgetta              | 1,1                                 | 2545               | Mapei, Sassuolo                     |
| 68        | Marco Squinzi                 | 1,1                                 | 2545               | Mapei, Sassuolo                     |
| 68        | Veronica Squinzi              | 1,1                                 | 2545               | Mapei, Sassuolo                     |
| 68        | Giuliana Caprotti             | 1,1                                 | 2545               | Esselunga                           |
| 68        | Marina Caprotti               | 1,1                                 | 2545               | Esselunga                           |
| 73        | Danilo Iervolino              | 1,0                                 | 2692               | UniPegaso, Salernitana              |
| 73        | Luigi Cremonini               | 1,0                                 | 2692               | Gruppo Cremonini                    |

## 2023
| Posizione | Nome                          | Patrimonio (in miliardi di dollari) | Posizione mondiale | Fonte                               |
| --------- | ----------------------------- | ----------------------------------- | ------------------ | ----------------------------------- |
| 1         | Giovanni Ferrero              | 38,9                                | 30                 | Ferrero                             |
| 2         | Giorgio Armani                | 11,1                                | 157                | Giorgio Armani                      |
| 3         | Stefano Pessina               | 8,3                                 | 246                | Alliance Boots                      |
| 4         | Silvio Berlusconi             | 6,8                                 | 352                | Fininvest, Monza                    |
| 5         | Massimiliana Landini Aleotti  | 6,7                                 | 365                | Menarini                            |
| 6         | Piero Ferrari                 | 5,5                                 | 466                | Ferrari                             |
| 6         | Sergio Stevanato              | 5,5                                 | 466                | Stevanato Group                     |
| 8         | Patrizio Bertelli             | 5,4                                 | 486                | Prada                               |
| 8         | Miuccia Prada                 | 5,4                                 | 486                | Prada                               |
| 10        | Luca Garavoglia               | 4,1                                 | 679                | Campari                             |
| 11        | Giuseppe De' Longhi           | 3,9                                 | 721                | De'Longhi                           |
| 12        | Francesco Gaetano Caltagirone | 3,8                                 | 748                | Caltagirone                         |
| 13        | Claudio Del Vecchio           | 3,5                                 | 818                | Luxottica                           |
| 13        | Marisa Del Vecchio            | 3,5                                 | 818                | Luxottica                           |
| 13        | Paola Del Vecchio             | 3,5                                 | 818                | Luxottica                           |
| 13        | Leonardo Maria Del Vecchio    | 3,5                                 | 818                | Luxottica                           |
| 13        | Luca Del Vecchio              | 3,5                                 | 818                | Luxottica                           |
| 13        | Clemente Del Vecchio          | 3,5                                 | 818                | Luxottica                           |
| 13        | Nicoletta Zampillo            | 3,5                                 | 818                | Luxottica                           |
| 13        | Rocco Basilico                | 3,5                                 | 818                | Luxottica                           |
| 13        | Giuseppe Crippa               | 3,5                                 | 818                | Technoprobe                         |
| 13        | Remo Ruffini                  | 3,5                                 | 818                | Moncler                             |
| 23        | Alessandra Garavoglia         | 3,4                                 | 852                | Campari                             |
| 24        | Luciano Benetton              | 3,2                                 | 905                | Benetton                            |
| 24        | Giuliana Benetton             | 3,2                                 | 905                | Benetton                            |
| 24        | Brunello Cucinelli            | 3,2                                 | 905                | Brunello Cucinelli                  |
| 24        | Gustavo Denegri               | 3,2                                 | 905                | DiaSorin                            |
| 24        | Isabella Seragnoli            | 3,2                                 | 905                | Coesia                              |
| 29        | Renzo Rosso                   | 3,1                                 | 949                | Diesel, Vicenza                     |
| 30        | Susan Carol Holland           | 3,0                                 | 982                | Amplifon                            |
| 31        | Alberto Bombassei             | 2,9                                 | 1027               | Brembo                              |
| 32        | Gianfelice Mario Rocca        | 2,7                                 | 1104               | Techint, Istituto Clinico Humanitas |
| 32        | Paolo Rocca                   | 2,7                                 | 1104               | Techint, Istituto Clinico Humanitas |
| 34        | Augusto Perfetti              | 2,3                                 | 1312               | Perfetti Van Melle                  |
| 34        | Giorgio Perfetti              | 2,3                                 | 1312               | Perfetti Van Melle                  |
| 34        | Alberto Prada                 | 2,3                                 | 1312               | Prada                               |
| 34        | Marina Prada                  | 2,3                                 | 1312               | Prada                               |
| 38        | Domenico Dolce                | 2,1                                 | 1434               | Dolce & Gabbana                     |
| 38        | Stefano Gabbana               | 2,1                                 | 1434               | Dolce & Gabbana                     |
| 40        | Maria Franca Fissolo          | 2,0                                 | 1516               | Ferrero                             |
| 41        | Nicola Bulgari                | 1,9                                 | 1575               | Bulgari                             |
| 42        | Sabrina Benetton              | 1,8                                 | 1647               | Benetton                            |
| 43        | John Elkann                   | 1,7                                 | 1725               | Exor                                |
| 43        | Giovanni Arvedi               | 1,7                                 | 1725               | Arvedi, Cremonese                   |
| 45        | Massimo Moratti               | 1,6                                 | 1804               | Saras                               |
| 46        | Federico De Nora              | 1,5                                 | 1905               | Industrie De Nora                   |
| 46        | Romano Minozzi                | 1,5                                 | 1905               | Iris Ceramica Group                 |
| 46        | Mario Moretti Polegato        | 1,5                                 | 1905               | Geox                                |
| 46        | Paolo Bulgari                 | 1,5                                 | 1905               | Bulgari                             |
| 46        | Nerio Alessandri              | 1,5                                 | 1905               | Technogym                           |
| 46        | Barbara Benetton              | 1,5                                 | 1905               | Benetton                            |
| 52        | Manfredi Lefebvre D'Ovidio    | 1,4                                 | 2020               | Silversea Cruises                   |
| 53        | Simona Giorgetta              | 1,3                                 | 2133               | Mapei, Sassuolo                     |
| 53        | Massimo Doris                 | 1,3                                 | 2133               | Mediolanum                          |
| 53        | Annalisa Doris                | 1,3                                 | 2133               | Mediolanum                          |
| 56        | Diego Della Valle             | 1,2                                 | 2259               | Tod's                               |
| 56        | Marco Squinzi                 | 1,2                                 | 2259               | Mapei, Sassuolo                     |
| 56        | Veronica Squinzi              | 1,2                                 | 2259               | Mapei, Sassuolo                     |
| 56        | Lina Tombolato                | 1,2                                 | 2259               | Mediolanum                          |
| 56        | Sandro Veronesi               | 1,2                                 | 2259               | Calzedonia                          |
| 61        | Giuliana Caprotti             | 1,1                                 | 2405               | Esselunga                           |
| 61        | Marina Caprotti               | 1,1                                 | 2405               | Esselunga                           |
| 61        | Antonio Percassi              | 1,1                                 | 2405               | KIKO, Atalanta                      |
| 64        | Danilo Iervolino              | 1,0                                 | 2540               | UniPegaso, Salernitana              |
| 64        | Fulvio Montipò                | 1,0                                 | 2540               | Interpump Group                     |

## 2022
| Posizione | Nome                           | Patrimonio (in miliardi di dollari) | Posizione mondiale | Fonte                                                 |
| --------- | ------------------------------ | ----------------------------------- | ------------------ | ----------------------------------------------------- |
| 1         | Giovanni Ferrero               | 36,2                                | 36                 | Ferrero                                               |
| 2         | Leonardo Del Vecchio           | 27,3                                | 52                 | Luxottica                                             |
| 3         | Stefano Pessina                | 10,3                                | 192                | Alliance Boots                                        |
| 4         | Giorgio Armani                 | 7,8                                 | 296                | Giorgio Armani                                        |
| 5         | Silvio Berlusconi              | 7,1                                 | 336                | Fininvest                                             |
| 6         | Massimiliana Landini Aleotti   | 5,4                                 | 490                | Menarini                                              |
| 7         | Giuseppe De' Longhi            | 4,4                                 | 654                | De'Longhi                                             |
| 8         | Piero Ferrari                  | 4,2                                 | 687                | Ferrari                                               |
| 9         | Augusto e Giorgio Perfetti     | 4,1                                 | 709                | Perfetti Van Melle                                    |
| 10        | Patrizio Bertelli              | 4,0                                 | 728                | Prada                                                 |
| 10        | Miuccia Prada                  | 4,0                                 | 728                | Prada                                                 |
| 12        | Francesco Gaetano Caltagirone  | 3,9                                 | 764                | Caltagirone, (Caltagirone Editore, Cementir, Vianini) |
| 12        | Paolo e Gianfelice Mario Rocca | 3,9                                 | 764                | Techint, Istituto Clinico Humanitas                   |
| 14        | Luca Garavoglia                | 3,8                                 | 778                | Campari                                               |
| 14        | Susan Carol Holland            | 3,8                                 | 778                | Amplifon                                              |
| 14        | Sergio Stevanato               | 3,8                                 | 778                | Stevanato Group                                       |
| 17        | Gustavo Denegri                | 3,7                                 | 801                | DiaSorin                                              |
| 18        | Renzo Rosso                    | 3,5                                 | 851                | Diesel                                                |
| 19        | Giuseppe Crippa                | 3,2                                 | 951                | Technoprobe                                           |
| 20        | Alessandra Garavoglia          | 3,1                                 | 984                | Campari                                               |
| 21        | Remo Ruffini                   | 3,0                                 | 1012               | Moncler                                               |
| 22        | Isabella Seragnoli             | 2,8                                 | 1096               | Coesia                                                |
| 23        | Giuliana Benetton              | 2,7                                 | 1163               | Benetton                                              |
| 23        | Luciano Benetton               | 2,7                                 | 1163               | Benetton                                              |
| 25        | Federico De Nora               | 2,6                                 | 1196               | Industrie De Nora                                     |
| 26        | Alberto Bombassei              | 2,1                                 | 1445               | Brembo                                                |
| 26        | John Elkann                    | 2,1                                 | 1445               | Exor                                                  |
| 28        | Brunello Cucinelli             | 2,0                                 | 1513               | Brunello Cucinelli                                    |
| 28        | Maria Franca Fissolo           | 2,0                                 | 1513               | Ferrero                                               |
| 30        | Nicola Bulgari                 | 1,9                                 | 1579               | Bulgari                                               |
| 30        | Romano Minozzi                 | 1,9                                 | 1579               | Iris Ceramica Group                                   |
| 32        | Mario Moretti Polegato         | 1,7                                 | 1729               | Geox                                                  |
| 32        | Alberto Prada                  | 1,7                                 | 1729               | Prada                                                 |
| 32        | Marina Prada                   | 1,7                                 | 1729               | Prada                                                 |
| 35        | Paolo Bulgari                  | 1,5                                 | 1929               | Bulgari                                               |
| 35        | Giuliana Caprotti              | 1,5                                 | 1929               | Esselunga                                             |
| 35        | Marina Caprotti                | 1,5                                 | 1929               | Esselunga                                             |
| 35        | Domenico Dolce                 | 1,5                                 | 1929               | Dolce & Gabbana                                       |
| 35        | Stefano Gabbana                | 1,5                                 | 1929               | Dolce & Gabbana                                       |
| 35        | Manfredi Lefebvre D'Ovidio     | 1,5                                 | 1929               | Silversea Cruises                                     |
| 35        | Massimo Moratti                | 1,5                                 | 1929               | Saras                                                 |
| 42        | Nerio Alessandri               | 1,4                                 | 2076               | Technogym                                             |
| 42        | Sabrina Benetton               | 1,4                                 | 2076               | Benetton                                              |
| 42        | Diego Della Valle              | 1,4                                 | 2076               | Tod's                                                 |
| 42        | Antonio Percassi               | 1,4                                 | 2076               | KIKO, Atalanta                                        |
| 42        | Lina Tombolato                 | 1,4                                 | 2076               | Mediolanum                                            |
| 47        | Barbara Benetton               | 1,3                                 | 2190               | Benetton                                              |
| 47        | Simona Giorgetta               | 1,3                                 | 2190               | Mapei                                                 |
| 47        | Marco Squinzi                  | 1,3                                 | 2190               | Mapei                                                 |
| 47        | Veronica Squinzi               | 1,3                                 | 2190               | Mapei                                                 |
| 47        | Sandro Veronesi                | 1,3                                 | 2190               | Calzedonia                                            |
| 52        | Luigi Cremonini                | 1,2                                 | 2324               | Gruppo Cremonini                                      |
| 52        | Stefania Triva                 | 1,2                                 | 2324               | Copan                                                 |

## 2021
| Posizione | Nome                           | Patrimonio (in miliardi di dollari) | Posizione mondiale | Fonte                                      |
| --------- | ------------------------------ | ----------------------------------- | ------------------ | ------------------------------------------ |
| 1         | Giovanni Ferrero               | 35,1                                | 40                 | Ferrero                                    |
| 2         | Leonardo Del Vecchio           | 25,8                                | 62                 | Luxottica                                  |
| 3         | Stefano Pessina                | 9,7                                 | 234                | Alliance Boots                             |
| 4         | Massimiliana Landini Aleotti   | 9,1                                 | 256                | Menarini                                   |
| 5         | Giorgio Armani                 | 7,7                                 | 323                | Giorgio Armani                             |
| 6         | Silvio Berlusconi              | 7,6                                 | 327                | Fininvest                                  |
| 7         | Augusto e Giorgio Perfetti     | 5,8                                 | 476                | Perfetti Van Melle                         |
| 8         | Giuseppe De' Longhi            | 5,2                                 | 539                | De'Longhi                                  |
| 9         | Gustavo Denegri                | 5,1                                 | 550                | DiaSorin                                   |
| 10        | Patrizio Bertelli              | 4,6                                 | 622                | Prada                                      |
| 10        | Miuccia Prada                  | 4,6                                 | 622                | Prada                                      |
| 12        | Luca Garavoglia                | 4,2                                 | 680                | Campari                                    |
| 13        | Piero Ferrari                  | 4,1                                 | 705                | Ferrari                                    |
| 14        | Paolo e Gianfelice Mario Rocca | 3,7                                 | 807                | Techint, Istituto Clinico Humanitas        |
| 15        | Alessandra Garavoglia          | 3,5                                 | 859                | Campari                                    |
| 16        | Francesco Gaetano Caltagirone  | 3,4                                 | 891                | Caltagirone, Caltagirone Editore, Cementir |
| 16        | Ennio Doris                    | 3,4                                 | 891                | Mediolanum                                 |
| 16        | Remo Ruffini                   | 3,4                                 | 891                | Moncler                                    |
| 19        | Renzo Rosso                    | 3,3                                 | 925                | Diesel                                     |
| 20        | Giuliana Benetton              | 3,2                                 | 956                | Benetton                                   |
| 20        | Luciano Benetton               | 3,2                                 | 956                | Benetton                                   |
| 22        | Alberto Bombassei              | 2,4                                 | 1299               | Brembo                                     |
| 22        | Luigi Cremonini                | 2,4                                 | 1299               | Gruppo Cremonini                           |
| 24        | Maria Franca Fissolo           | 2,2                                 | 1444               | Ferrero                                    |
| 25        | Sandro Veronesi                | 2,1                                 | 1517               | Calzedonia                                 |
| 26        | John Elkann                    | 2,0                                 | 1580               | Exor                                       |
| 26        | Alberto Prada                  | 2,0                                 | 1580               | Prada                                      |
| 26        | Marina Prada                   | 2,0                                 | 1580               | Prada                                      |
| 29        | Nicola Bulgari                 | 1,9                                 | 1664               | Bulgari                                    |
| 29        | Sergio Stevanato               | 1,9                                 | 1664               | Stevanato Group                            |
| 31        | Romano Minozzi                 | 1,8                                 | 1750               | Iris Ceramica Group                        |
| 32        | Sabrina Benetton               | 1,7                                 | 1833               | Benetton                                   |
| 32        | Giuliana Caprotti              | 1,7                                 | 1833               | Esselunga                                  |
| 32        | Marina Caprotti                | 1,7                                 | 1833               | Esselunga                                  |
| 32        | Brunello Cucinelli             | 1,7                                 | 1833               | Brunello Cucinelli                         |
| 36        | Domenico Dolce                 | 1,6                                 | 1931               | Dolce & Gabbana                            |
| 36        | Stefano Gabbana                | 1,6                                 | 1931               | Dolce & Gabbana                            |
| 36        | Massimo Moratti                | 1,6                                 | 1931               | Saras                                      |
| 36        | Mario Moretti Polegato         | 1,6                                 | 1931               | Geox                                       |
| 40        | Barbara Benetton               | 1,5                                 | 2035               | Benetton                                   |
| 40        | Paolo Bulgari                  | 1,5                                 | 2035               | Bulgari                                    |
| 42        | Antonio Marcegaglia            | 1,4                                 | 2141               | Marcegaglia                                |
| 42        | Emma Marcegaglia               | 1,4                                 | 2141               | Marcegaglia                                |
| 44        | Nerio Alessandri               | 1,3                                 | 2263               | Technogym                                  |
| 44        | Antonio Percassi               | 1,3                                 | 2263               | KIKO, Atalanta                             |
| 46        | Diego Della Valle              | 1,2                                 | 2378               | Tod's                                      |
| 47        | Simona Giorgetta               | 1,1                                 | 2524               | Mapei                                      |
| 47        | Manfredi Lefebvre D'Ovidio     | 1,1                                 | 2524               | Silversea Cruises                          |
| 47        | Enrico Preziosi                | 1,1                                 | 2524               | Giochi Preziosi                            |
| 50        | Marco Squinzi                  | 1,0                                 | 2524               | Mapei                                      |
| 50        | Veronica Squinzi               | 1,0                                 | 2524               | Mapei                                      |

## 2020
| Posizione | Nome                           | Patrimonio (in miliardi di dollari) | Posizione mondiale | Fonte                                      |
| --------- | ------------------------------ | ----------------------------------- | ------------------ | ------------------------------------------ |
| 1         | Giovanni Ferrero               | 24,5                                | 32                 | Ferrero                                    |
| 2         | Leonardo Del Vecchio           | 16,1                                | 62                 | Luxottica                                  |
| 3         | Stefano Pessina                | 10,2                                | 133                | Alliance Boots                             |
| 4         | Massimiliana Landini Aleotti   | 6,6                                 | 224                | Menarini                                   |
| 5         | Giorgio Armani                 | 5,4                                 | 304                | Giorgio Armani                             |
| 6         | Silvio Berlusconi              | 5,3                                 | 308                | Fininvest                                  |
| 7         | Augusto e Giorgio Perfetti     | 4,1                                 | 437                | Perfetti Van Melle                         |
| 8         | Paolo e Gianfelice Mario Rocca | 3,2                                 | 616                | Techint, Istituto Clinico Humanitas        |
| 9         | Gustavo Denegri                | 3,1                                 | 648                | DiaSorin                                   |
| 10        | Giuseppe De' Longhi            | 3,0                                 | 680                | De'Longhi                                  |
| 10        | Piero Ferrari                  | 3,0                                 | 680                | Ferrari                                    |
| 12        | Luca Garavoglia                | 2,5                                 | 836                | Campari                                    |
| 12        | Renzo Rosso                    | 2,5                                 | 836                | Diesel                                     |
| 14        | Patrizio Bertelli              | 2,2                                 | 945                | Prada                                      |
| 14        | Miuccia Prada                  | 2,2                                 | 945                | Prada                                      |
| 16        | Giuliana Benetton              | 2,0                                 | 1063               | Benetton                                   |
| 16        | Luciano Benetton               | 2,0                                 | 1063               | Benetton                                   |
| 16        | Ennio Doris                    | 2,0                                 | 1063               | Mediolanum                                 |
| 16        | Alessandra Garavoglia          | 2,0                                 | 1063               | Campari                                    |
| 20        | Maria Franca Fissolo           | 1,9                                 | 1135               | Ferrero                                    |
| 21        | Francesco Gaetano Caltagirone  | 1,8                                 | 1196               | Caltagirone, Caltagirone Editore, Cementir |
| 21        | Remo Ruffini                   | 1,8                                 | 1196               | Moncler                                    |
| 23        | Luigi Cremonini                | 1,6                                 | 1335               | Gruppo Cremonini                           |
| 23        | Romano Minozzi                 | 1,6                                 | 1335               | Iris Ceramica Group                        |
| 23        | Sandro Veronesi                | 1,6                                 | 1335               | Calzedonia                                 |
| 26        | Nicola Bulgari                 | 1,4                                 | 1513               | Bulgari                                    |
| 26        | Massimo Moratti                | 1,4                                 | 1513               | Saras                                      |
| 28        | Paolo Bulgari                  | 1,3                                 | 1613               | Bulgari                                    |
| 28        | Brunello Cucinelli             | 1,3                                 | 1613               | Brunello Cucinelli                         |
| 28        | Manfredi Lefebvre D'Ovidio     | 1,3                                 | 1613               | Silversea Cruises                          |
| 28        | Mario Moretti Polegato         | 1,3                                 | 1613               | Geox                                       |
| 32        | Sabrina Benetton               | 1,1                                 | 1851               | Benetton                                   |
| 32        | Diego Della Valle              | 1,1                                 | 1851               | Tod's                                      |
| 32        | Domenico Dolce                 | 1,1                                 | 1851               | Dolce & Gabbana                            |
| 32        | Stefano Gabbana                | 1,1                                 | 1851               | Dolce & Gabbana                            |
| 36        | Antonio Percassi               | 1,0                                 | 1990               | KIKO, Atalanta                             |

## 2019
Dal 2019 si pubblica qui la lista di tutti i miliardari italiani (in dollari statunitensi) anziché solamente i primi 10.
| Posizione | Nome                           | Patrimonio (in miliardi di dollari) | Posizione mondiale | Fonte                                              |
| --------- | ------------------------------ | ----------------------------------- | ------------------ | -------------------------------------------------- |
| 1         | Giovanni Ferrero               | 22,4                                | 39                 | Ferrero                                            |
| 2         | Leonardo Del Vecchio           | 19,8                                | 50                 | Luxottica                                          |
| 3         | Stefano Pessina                | 12,4                                | 107                | Alliance Boots                                     |
| 4         | Giorgio Armani                 | 8,5                                 | 173                | Giorgio Armani                                     |
| 5         | Massimiliana Landini Aleotti   | 7,4                                 | 198                | Menarini                                           |
| 6         | Augusto & Giorgio Perfetti     | 6,5                                 | 244                | Perfetti Van Melle                                 |
| 7         | Silvio Berlusconi              | 6,3                                 | 257                | Fininvest                                          |
| 8         | Paolo e Gianfelice Mario Rocca | 4,1                                 | 478                | Techint, Istituto Clinico Humanitas e Assolombarda |
| 9         | Giuseppe De' Longhi            | 3,8                                 | 546                | De'Longhi                                          |
| 10        | Luca Garavoglia                | 3,2                                 | 691                | Campari                                            |
| 11        | Patrizio Bertelli              | 2,8                                 | 804                | Prada                                              |
| 11        | Miuccia Prada                  | 2,8                                 | 804                | Prada                                              |
| 13        | Piero Ferrari                  | 2,7                                 | 838                | Ferrari                                            |
| 14        | Giuliana Benetton              | 2,6                                 | 877                | Benetton                                           |
| 14        | Luciano Benetton               | 2,6                                 | 877                | Benetton                                           |
| 14        | Gustavo Denegri                | 2,6                                 | 877                | DiaSorin                                           |
| 14        | Ennio Doris                    | 2,6                                 | 877                | Mediolanum                                         |
| 18        | Francesco Gaetano Caltagirone  | 2,5                                 | 916                | Caltagirone, Caltagirone Editore, Cementir         |
| 18        | Renzo Rosso                    | 2,5                                 | 916                | Diesel                                             |
| 20        | Remo Ruffini                   | 2,2                                 | 1057               | Moncler                                            |
| 21        | Luigi Rovati                   | 2,1                                 | 1116               | Mylan                                              |
| 22        | Maria Franca Fissolo           | 1,9                                 | 1227               | Ferrero                                            |
| 23        | Sandro Veronesi                | 1,8                                 | 1281               | Calzedonia                                         |
| 24        | Brunello Cucinelli             | 1,6                                 | 1425               | Brunello Cucinelli                                 |
| 24        | Massimo Moratti                | 1,6                                 | 1425               | Saras                                              |
| 24        | Mario Moretti Polegato         | 1,6                                 | 1425               | Geox                                               |
| 27        | Luigi Cremonini                | 1,5                                 | 1511               | Gruppo Cremonini                                   |
| 28        | Nicola Bulgari                 | 1,4                                 | 1605               | Bulgari                                            |
| 28        | Diego Della Valle              | 1,4                                 | 1605               | Tod's                                              |
| 30        | Barbara Benetton               | 1,3                                 | 1717               | Benetton                                           |
| 30        | Sabrina Benetton               | 1,3                                 | 1717               | Benetton                                           |
| 30        | Manfredi Lefebvre D'Ovidio     | 1,3                                 | 1717               | Silversea Cruises                                  |
| 33        | Paolo Bulgari                  | 1,2                                 | 1818               | Bulgari                                            |
| 33        | Alberto Prada                  | 1,2                                 | 1818               | Prada                                              |
| 33        | Marina Prada                   | 1,2                                 | 1818               | Prada                                              |

## 2018
| Posizione | Nome                           | Patrimonio (in miliardi di dollari) | Posizione mondiale | Fonte                                              |
| --------- | ------------------------------ | ----------------------------------- | ------------------ | -------------------------------------------------- |
| 1         | Giovanni Ferrero & famiglia    | 23                                  | 37                 | Ferrero                                            |
| 2         | Leonardo Del Vecchio           | 21,2                                | 45                 | Luxottica                                          |
| 3         | Stefano Pessina                | 11,8                                | 127                | Alliance Boots                                     |
| 4         | Giorgio Armani                 | 8,9                                 | 174                | Giorgio Armani S.p.A.                              |
| 5         | Silvio Berlusconi & famiglia   | 8                                   | 190                | Fininvest                                          |
| 6         | Massimiliana Landini Aleotti   | 7,9                                 | 196                | Menarini                                           |
| 7         | Augusto & Giorgio Perfetti     | 6,6                                 | 251                | Perfetti Van Melle                                 |
| 8         | Paolo e Gianfelice Mario Rocca | 4,9                                 | 404                | Techint, Istituto Clinico Humanitas e Assolombarda |
| 9         | Giuseppe De' Longhi            | 4,3                                 | 499                | De'Longhi                                          |
| 10        | Renzo Rosso                    | 4,1                                 | 527                | Diesel                                             |

## 2017
| Posizione | Nome                                    | Patrimonio (in miliardi di dollari) | Posizione mondiale | Fonte                                              |
| --------- | --------------------------------------- | ----------------------------------- | ------------------ | -------------------------------------------------- |
| 1         | Maria Franca Fissolo Ferrero & famiglia | 25,2                                | 30                 | Ferrero                                            |
| 2         | Leonardo Del Vecchio                    | 17,9                                | 37                 | Luxottica                                          |
| 3         | Stefano Pessina                         | 13,4                                | 62                 | Alliance Boots                                     |
| 4         | Massimiliana Landini Aleotti            | 9,5                                 | 101                | Menarini                                           |
| 5         | Silvio Berlusconi & famiglia            | 7                                   | 188                | Fininvest                                          |
| 6         | Giorgio Armani                          | 6,6                                 | 196                | Giorgio Armani S.p.A.                              |
| 7         | Augusto & Giorgio Perfetti              | 5.7                                 | 219                | Perfetti Van Melle                                 |
| 8         | Paolo e Gianfelice Mario Rocca          | 4,4                                 | 477                | Techint, Istituto Clinico Humanitas e Assolombarda |
| 9         | Giuseppe De' Longhi                     | 3,8                                 | 477                | De'Longhi                                          |
| 10        | Patrizio Bertelli                       | 3,2                                 | 495                | Prada                                              |

## 2016
| Posizione | Nome                                    | Patrimonio (in miliardi di dollari) | Posizione mondiale | Fonte                                              |
| --------- | --------------------------------------- | ----------------------------------- | ------------------ | -------------------------------------------------- |
| 1         | Maria Franca Fissolo Ferrero & famiglia | 22,1                                | 30                 | Ferrero                                            |
| 2         | Leonardo Del Vecchio                    | 18,7                                | 37                 | Luxottica                                          |
| 3         | Stefano Pessina                         | 13,4                                | 62                 | Alliance Boots                                     |
| 4         | Massimiliana Landini Aleotti            | 10,1                                | 101                | Menarini                                           |
| 5         | Silvio Berlusconi & famiglia            | 6,2                                 | 188                | Fininvest                                          |
| 6         | Giorgio Armani                          | 6,1                                 | 196                | Giorgio Armani S.p.A.                              |
| 7         | Augusto & Giorgio Perfetti              | 5.7                                 | 219                | Perfetti Van Melle                                 |
| 8         | Giuseppe De' Longhi                     | 3,4                                 | 477                | De'Longhi                                          |
| 9         | Paolo e Gianfelice Mario Rocca          | 3,4                                 | 477                | Techint, Istituto Clinico Humanitas e Assolombarda |
| 10        | Rosa Anna Magno Garavoglia & Famiglia   | 3,3                                 | 495                | Campari                                            |

## 2015
| Posizione | Nome                                    | Patrimonio (in miliardi di dollari) | Posizione mondiale | Fonte                                              |
| --------- | --------------------------------------- | ----------------------------------- | ------------------ | -------------------------------------------------- |
| 1         | Maria Franca Fissolo Ferrero & famiglia | 23,4                                | 32                 | Ferrero                                            |
| 2         | Leonardo Del Vecchio                    | 20,4                                | 40                 | Luxottica                                          |
| 3         | Stefano Pessina                         | 12,1                                | 99                 | Alliance Boots                                     |
| 4         | Massimiliana Landini Aleotti            | 10,4                                | 121                | Menarini                                           |
| 5         | Giorgio Armani                          | 7,6                                 | 174                | Giorgio Armani S.p.A.                              |
| 6         | Silvio Berlusconi & famiglia            | 7,4                                 | 179                | Fininvest                                          |
| 7         | Augusto & Giorgio Perfetti              | 6                                   | 246                | Perfetti Van Melle                                 |
| 8         | Paolo e Gianfelice Mario Rocca          | 5,2                                 | 291                | Techint, Istituto Clinico Humanitas e Assolombarda |
| 9         | Patrizio Bertelli                       | 4,1                                 | 405                | Prada                                              |
| 10        | Miuccia Prada                           | 4,1                                 | 405                | Prada                                              |

## 2014
| Posizione | Nome                           | Patrimonio (in miliardi di dollari) | Posizione mondiale | Fonte                                              |
| --------- | ------------------------------ | ----------------------------------- | ------------------ | -------------------------------------------------- |
| 1         | Michele Ferrero & famiglia     | 23,5                                | 27                 | Ferrero                                            |
| 2         | Leonardo Del Vecchio           | 20,5                                | 37                 | Luxottica                                          |
| 3         | Stefano Pessina                | 11,6                                | 104                | Alliance Boots                                     |
| 4         | Giorgio Armani                 | 7,6                                 | 177                | Giorgio Armani S.p.A.                              |
| 5         | Silvio Berlusconi & famiglia   | 7,6                                 | 178                | Fininvest                                          |
| 6         | Augusto & Giorgio Perfetti     | 5,9                                 | 245                | Perfetti Van Melle                                 |
| 7         | Paolo e Gianfelice Mario Rocca | 4,5                                 | 344                | Techint, Istituto Clinico Humanitas e Assolombarda |
| 8         | Miuccia Prada                  | 4,4                                 | 359                | Prada                                              |
| 9         | Patrizio Bertelli              | 4,4                                 | 360                | Prada                                              |
| 10        | Renzo Rosso                    | 3,2                                 | 544                | Diesel                                             |

## 2013
| Posizione | Nome                           | Patrimonio (in miliardi di dollari) | Posizione mondiale | Fonte                 |
| --------- | ------------------------------ | ----------------------------------- | ------------------ | --------------------- |
| 1         | Michele Ferrero & famiglia     | 20,4                                | 23                 | Ferrero               |
| 2         | Leonardo Del Vecchio           | 15,3                                | 49                 | Luxottica             |
| 3         | Miuccia Prada                  | 12,4                                | 78                 | Prada                 |
| 4         | Giorgio Armani                 | 8,5                                 | 131                | Giorgio Armani S.p.A. |
| 5         | Patrizio Bertelli              | 6,7                                 | 175                | Prada                 |
| 6         | Stefano Pessina                | 6,4                                 | 189                | Alliance Boots        |
| 7         | Silvio Berlusconi & famiglia   | 6,2                                 | 194                | Fininvest             |
| 8         | Paolo e Gianfelice Mario Rocca | 6,1                                 | 195                | Techint               |
| 9         | Augusto & Giorgio Perfetti     | 5                                   | 248                | Perfetti Van Melle    |
| 10        | Renzo Rosso                    | 3                                   | 458                | Diesel                |

## 2012
| Posizione  | Nome                                         | Patrimonio (in miliardi di dollari) | Posizione mondiale | Fonte                      |
| ---------- | -------------------------------------------- | ----------------------------------- | ------------------ | -------------------------- |
| 1          | Michele Ferrero & famiglia                   | 19                                  | 23                 | Ferrero                    |
| 2          | Leonardo Del Vecchio                         | 11,5                                | 74                 | Luxottica                  |
| 3          | Giorgio Armani                               | 7,2                                 | 127                | Giorgio Armani S.p.A.      |
| 4          | Miuccia Prada                                | 6,8                                 | 139                | Prada                      |
| 5          | Paolo e Gianfelice Mario Rocca               | 6                                   | 166                | Techint                    |
| 6          | Silvio Berlusconi & famiglia                 | 5,9                                 | 169                | Fininvest                  |
| 7          | Patrizio Bertelli                            | 3,7                                 | 296                | Prada                      |
| 8          | Stefano Pessina                              | 2,6                                 | 464                | Alliance Boots             |
| 9/10/11/12 | Carlo, Giuliana, Gilberto e Luciano Benetton | 2,1 (ciascuno)                      | 601                | Edizione Holding, Sintonia |
| 13         | Mario Moretti Polegato                       | 1,8                                 | 719                | Geox                       |

## 2011
| Posizione | Nome                                         | Patrimonio (in miliardi di dollari) | Posizione mondiale | Fonte                      |
| --------- | -------------------------------------------- | ----------------------------------- | ------------------ | -------------------------- |
| 1         | Michele Ferrero & famiglia                   | 18                                  | 32                 | Ferrero                    |
| 2         | Leonardo Del Vecchio                         | 11                                  | 71                 | Luxottica                  |
| 3         | Silvio Berlusconi & famiglia                 | 7,8                                 | 118                | Fininvest                  |
| 4         | Giorgio Armani                               | 7                                   | 136                | Giorgio Armani S.p.A.      |
| 5         | Carlo, Giuliana, Gilberto e Luciano Benetton | 2,4 (ciascuno)                      | 488                | Edizione Holding, Sintonia |
| 6         | Mario Moretti Polegato                       | 2,3                                 | 512                | Geox                       |
| 7         | Ennio Doris & famiglia                       | 1,5                                 | 833                | Mediolanum                 |
| 8         | Francesco Gaetano Caltagirone                | 1,5                                 | 833                | Caltagirone S.p.a          |
| 9         | Stefano Pessina                              | 1,4                                 | 879                | Alliance Boots             |
| 10        | Diego Della Valle                            | 1,3                                 | 937                | Tod's                      |
| 11        | Andrea Della Valle                           | 1,2                                 | 993                | Tod's, ACF Fiorentina      |

## 2010
| Posizione | Nome                                         | Patrimonio (in miliardi di dollari) | Posizione mondiale | Fonte                      |
| --------- | -------------------------------------------- | ----------------------------------- | ------------------ | -------------------------- |
| 1         | Michele Ferrero & famiglia                   | 17                                  | 28                 | Ferrero                    |
| 2         | Leonardo Del Vecchio                         | 10,5                                | 59                 | Luxottica                  |
| 3         | Silvio Berlusconi & famiglia                 | 9,00                                | 74                 | Fininvest                  |
| 4         | Giorgio Armani                               | 5,8                                 | 144                | Giorgio Armani S.p.A.      |
| 5         | Mario Moretti Polegato                       | 2,4                                 | 400                | Geox                       |
| 6         | Carlo, Giuliana, Gilberto e Luciano Benetton | 2,1 (ciascuno)                      | 463                | Edizione Holding, Sintonia |
| 7         | Ennio Doris & famiglia                       | 1,9                                 | 536                | Mediolanum                 |
| 8         | Francesco Gaetano Caltagirone                | 1,5                                 | 655                | Caltagirone S.p.a          |
| 9         | Stefano Pessina                              | 1,4                                 | 721                | Alliance Boots             |
| 10        | Silvio Scaglia                               | 1,0                                 | 937                | Fastweb                    |

## 2009
| Posizione | Nome                                         | Patrimonio (in miliardi di dollari) | Posizione mondiale | Fonte                      |
| --------- | -------------------------------------------- | ----------------------------------- | ------------------ | -------------------------- |
| 1         | Michele Ferrero & famiglia                   | 9,5                                 | 40                 | Ferrero                    |
| 2         | Silvio Berlusconi & famiglia                 | 6,5                                 | 70                 | Fininvest                  |
| 3         | Leonardo Del Vecchio                         | 6,3                                 | 71                 | Luxottica                  |
| 4         | Giorgio Armani                               | 2,8                                 | 224                | Giorgio Armani S.p.A.      |
| 5         | Stefano Pessina                              | 1,6                                 | 450                | Alliance Boots             |
| 6         | Mario Moretti Polegato                       | 1,5                                 | 468                | Geox                       |
| 6         | Carlo, Giuliana, Gilberto e Luciano Benetton | 1,5 (ciascuno)                      | 468                | Edizione Holding, Sintonia |
| 11        | Francesco Gaetano Caltagirone                | 1,4                                 | 522                | Caltagirone S.p.a          |
| 11        | Ennio Doris & famiglia                       | 1,4                                 | 522                | Mediolanum                 |

## 2008
| Posizione | Nome                                         | Patrimonio (in miliardi di dollari) | Posizione mondiale | Fonte                      |
| --------- | -------------------------------------------- | ----------------------------------- | ------------------ | -------------------------- |
| 1         | Michele Ferrero & famiglia                   | 11,0                                | 68                 | Ferrero                    |
| 2         | Leonardo Del Vecchio                         | 10,0                                | 77                 | Luxottica                  |
| 3         | Silvio Berlusconi & famiglia                 | 9,4                                 | 90                 | Fininvest                  |
| 4         | Giorgio Armani                               | 5,0                                 | 203                | Giorgio Armani S.p.A.      |
| 5         | Carlo, Giuliana, Gilberto e Luciano Benetton | 2,9 (ciascuno)                      | 396                | Edizione Holding, Sintonia |
| 5         | Mario Moretti Polegato                       | 2,9                                 | 396                | Geox                       |
| 10        | Francesco Gaetano Caltagirone                | 2,6                                 | 446                | Caltagirone S.p.a          |
| 11        | Stefano Pessina                              | 2,3                                 | 524                | Alliance Boots             |
| 12        | Ennio Doris & famiglia                       | 2,1                                 | 573                | Mediolanum                 |
| 13        | Silvio Scaglia                               | 1,2                                 | 962                | Fastweb                    |

## 2007
| Posizione | Nome                                         | Patrimonio (in miliardi di dollari) | Posizione mondiale | Fonte                 |
| --------- | -------------------------------------------- | ----------------------------------- | ------------------ | --------------------- |
| 1         | Silvio Berlusconi & famiglia                 | 11,8                                | 51                 | Fininvest             |
| 2         | Leonardo Del Vecchio                         | 11,5                                | 52                 | Luxottica             |
| 3         | Michele Ferrero & famiglia                   | 10,0                                | 62                 | Ferrero               |
| 4         | Giorgio Armani                               | 4,5                                 | 177                | Giorgio Armani S.p.A. |
| 5         | Francesco Gaetano Caltagirone                | 3,0                                 | 287                | Caltagirone S.p.a     |
| 5         | Mario Moretti Polegato                       | 3,0                                 | 287                | Geox                  |
| 7         | Carlo, Giuliana, Gilberto e Luciano Benetton | 2,8 (ciascuno)                      | 323                | Edizione Holding      |
| 11        | Ennio Doris & famiglia                       | 2,5                                 | 369                | Mediolanum            |
| 12        | Stefano Pessina                              | 2,3                                 | 407                | Alliance Boots        |
| 13        | Silvio Scaglia                               | 1,2                                 | 799                | Fastweb               |

## 2006
| Posizione | Nome                                         | Patrimonio (in miliardi di dollari) | Posizione mondiale | Fonte                 |
| --------- | -------------------------------------------- | ----------------------------------- | ------------------ | --------------------- |
| 1         | Silvio Berlusconi                            | 11,0                                | 37                 | Fininvest             |
| 2         | Leonardo Del Vecchio                         | 10,0                                | 44                 | Luxottica             |
| 2         | Michele Ferrero & famiglia                   | 10,0                                | 44                 | Ferrero               |
| 4         | Giorgio Armani                               | 4,1                                 | 158                | Giorgio Armani S.p.A. |
| 5         | Francesco Gaetano Caltagirone                | 2,7                                 | 258                | Caltagirone S.p.a     |
| 6         | Carlo, Giuliana, Gilberto e Luciano Benetton | 2,5 (ciascuno)                      | 292                | Edizione Holding      |
| 6         | Miuccia Prada & famiglia                     | 3,0                                 | 292                | Prada                 |
| 11        | Mario Moretti Polegato                       | 2,2                                 | 350                | Geox                  |
| 11        | Ennio Doris & famiglia                       | 2,2                                 | 350                | Mediolanum            |
| 13        | Stefano Pessina                              | 1,8                                 | 428                | Alliance Boots        |
| 14        | Silvio Scaglia                               | 1,0                                 | 746                | Fastweb               |

## 2005
| Posizione | Nome                          | Patrimonio (in miliardi di dollari) | Posizione mondiale | Fonte                 |
| --------- | ----------------------------- | ----------------------------------- | ------------------ | --------------------- |
| 1         | Silvio Berlusconi             | 12,0                                | 25                 | Fininvest             |
| 2         | Luciano Benetton & famiglia   | 9,9                                 | 35                 | Edizione Holding      |
| 3         | Leonardo Del Vecchio          | 8,5                                 | 43                 | Luxottica             |
| 3         | Michele Ferrero & famiglia    | 8,5                                 | 43                 | Ferrero               |
| 5         | Giorgio Armani                | 4,5                                 | 116                | Giorgio Armani S.p.A. |
| 6         | Miuccia Prada & famiglia      | 3,0                                 | 194                | Prada                 |
| 7         | Francesco Gaetano Caltagirone | 2,1                                 | 306                | Caltagirone S.p.a     |
| 8         | Ennio Doris & famiglia        | 2,0                                 | 321                | Mediolanum            |
| 9         | Stefano Pessina               | 1,7                                 | 387                | Alliance Boots        |
| 10        | Steno Marcegaglia & famiglia  | 1,0                                 | 620                | Marcegaglia           |

## 2004
| Posizione | Nome                                     | Patrimonio (in miliardi di dollari) | Posizione mondiale | Fonte                 |
| --------- | ---------------------------------------- | ----------------------------------- | ------------------ | --------------------- |
| 1         | Silvio Berlusconi                        | 10,0                                | 30                 | Fininvest             |
| 2         | Leonardo Del Vecchio                     | 6,9                                 | 55                 | Luxottica             |
| 3         | Luciano Benetton & famiglia              | 4,5                                 | 100                | Edizione Holding      |
| 4         | Michele Ferrero                          | 3,7                                 | 128                | Ferrero               |
| 5         | Giorgio Armani                           | 2,2                                 | 247                | Giorgio Armani S.p.A. |
| 6         | Umberto Agnelli & famiglia               | 2,1                                 | 262                | IFI                   |
| 6         | Achille Maramotti                        | 2,1                                 | 262                | Max Mara              |
| 8         | Ennio Doris                              | 2,0                                 | 277                | Mediolanum            |
| 8         | Augusto e Giorgio Perfetti               | 2,0                                 | 277                | Perfetti              |
| 10        | Miuccia Prada & famiglia                 | 1,5                                 | 377                | Prada                 |
| 11        | Francesco Gaetano Caltagirone & famiglia | 1,3                                 | 437                | Caltagirone S.p.a     |
| 11        | Steno Marcegaglia & famiglia             | 1,3                                 | 437                | Marcegaglia           |
| 13        | Emilio Gnutti                            | 1,0                                 | 552                | Gp finanziaria        |
| 13        | Stefano Pessina                          | 1,0                                 | 552                | Alliance Boots        |